# Temur Juraev
Temur Juraev (en uzbeko: Temur Joʻrayev, Taskent, RSS de Uzbekistán, 12 de mayo de 1984) es un exfutbolista de Uzbekistán que jugaba en la posición de guardameta.

## Carrera

### Club
| Periodo   | Club               |
| --------- | ------------------ |
| 2002      | Pakhtakor Tashkent |
| 2003      | Qizilqum Zarafshon |
| 2004-2013 | Pakhtakor Tashkent |
| 2014      | Lokomotiv Tashkent |
| 2015      | Shurtan Guzar      |
| 2016      | Pakhtakor Tashkent |
| 2017      | Dinamo Samarcanda  |

### Selección nacional
Jugó para Uzbekistán en 12 ocasiones de 2006 a 2011, participó en los Juegos Asiáticos de 2010 y la Copa Asiática 2011.

## Logros
- Uzbek League (6): 2002, 2004, 2005, 2006, 2007, 2012
- Copa de Uzbekistán (8): 2002, 2004, 2005, 2006, 2007, 2009, 2011, 2014
- Copa de la CEI (1): 2007